# Polar Challenge
De Polar Challenge is een wedstrijd die jaarlijks plaatsvindt in het noordpoolgebied. De wedstrijd bestaat uit het te voet afleggen van een ongeveer 590 km (320 zeemijl)  lang traject via de geomagnetische noordpool zoals gemeten in 1996.

## De geschiedenis van de Polar Challenge
De eerste poolrace ooit werd in 2003 gehouden, waarbij Tony Marin en Chris McLeod de teams aanvoerden die als eerste en tweede finishten. Na terugkomst in Engeland, besloten ze zelf een grotere race te organiseren, waarbij ze het groter en professioneler aan wilden pakken, Polar Challenge Limited was een feit. Sinds dat jaar wordt de Polar Challenge een jaarlijks georganiseerd. In 2004 werd de race onderdeel van een BBC documentaire, The Challenge, welke wereldwijd werd uitgezonden. In deze afleveringen, doet een manager uit Londen, zonder enige ervaring met outdoor activiteiten, mee aan de Polar Challenge. Zijn team, Fijutsu wint de Polar Challenge 2004. De volgende jaren kenmerken zich erdoor dat de meeste deelnemers van gewone komaf zijn en een grote uitdaging willen aangaan.

## De race
Deelnemers moeten uit veiligheid in teams van 3 aan de wedstrijd deelnemen, individuele deelnemers sluiten zich bij andere deelnemers aan. Opmerkelijk is dat ondanks de aanwezigheid van teams met militaire achtergronden, meestal de best bevriende en hechte teams als eerste over de finish komen. Er wordt gebruikgemaakt van langlaufski's en men trekt per persoon 60 kilo aan materiaal en proviand achter zich aan. In totaal zijn er 3 controleposten, waar teams kunnen uit rusten en nieuwe voorraad aan kunnen leggen. De race vindt plaats in een van de meest extreme gebieden ter wereld, met temperaturen tot -50 graden Celsius en loopt dwars door het gebied waar meer dan 80 procent van alle ijsberen leeft.